# Faith Ringgold
Faith Ringgold   (Harlem, 8 d'octubre de 1930 - Englewood, 13 d'abril de 2024) fou una artista afroamericana, ben coneguda pels seus cobrellits pintats. El seu nom de naixement era Faith Willi Jones, es va criar a Harlem i va rebre educació al City College of New York, on va estudiar amb Robert Gwathmey i Yasuo Kuniyoshi i va obtenir el graduat l'any 1959.
En la seva obra combina la pintura, la confecció de cobrellits i el relat d'històries (o storytelling).
El 16 de gener de 2012, pel dia internacional de Martin Luther King Jr., se li va dedicar un Google Doodle en la pàgina de portada de Google.
Ringgold ha estat una activista des de la dècada de 1970 participant en diverses organitzacions feministes i antiracistes.

## Publicacions
- Tar Beach, Nova York: Crown Publishing Company, 1991. ISBN 978-0-517-88544-4
- Aunt Harriet's Underground Railroad in the Sky, Nova York: Random House, Crown Publishers. ISBN 978-0-517-88543-7
- Dinner at Aunt Connie’s House, Nova York: Hyperion Books for Children. ISBN 978-0-590-13713-3
- We Flew Over The Bridge: Memoirs of Faith Ringgold, Boston, Mass.: Little, Brown and Company, 1995; Durham, NC: Duke University Press, 2005. ISBN 978-0-8223-3564-1
- Talking To Faith Ringgold, by Faith Ringgold, Linda Freeman and Nancy Roucher, Nova York: Crown Books for Young Readers, 1996. ISBN 978-0-517-70914-6
- 7 Passages To A Flight, an artist’s book, San Diego, California: Brighton Press.
- Bonjour Lonnie, Nova York: Hyperion Books for Young Readers, 1996. ISBN 978-0-7868-0076-6
- My Dream of Martin Luther King, Nova York: Crown Books for Young Readers. ISBN 978-0-517-88577-2
- The Invisible Princess, Nova York: Crown Books for Young Readers. ISBN 978-0-440-41735-4
- If a Bus Could Talk, Nova York: Simon and Schuster, 1999. ISBN 978-0-689-85676-1
- Counting to Tar Beach, Nova York: Crown, 2000. ISBN 978-0-517-80022-5
- Cassie's Colorful Day, Nova York: Crown, 2000. ISBN 978-0-517-80021-8
- Cassie's Word Quilt, Nova York: Crown, 2001. ISBN 978-0-553-11233-7
- O Holy Night: Christmas with the Boys Choir of Harlem, Nova York: Harper Collins, 2004. ISBN 978-1-4223-5512-1
- The Three Witches by Zora Neale Hurston illustrated by Faith Ringgold, Nova York: Harper Collins, 2005. ISBN 978-0-06-000649-5
- Bronzeville Boys and Girls (poetry) by Gwendolyn Brooks illustrated by Faith Ringgold, Nova York: Harper Collins, 2007. ISBN 978-0-06-029505-9
- What Will You Do for Peace? Impact of 9/11 on New York City Youth, InterRelations Collaborative, Inc., 2004. ISBN 978-0-9761753-0-8

## Premis
- 2011: City College of New York’s First Annual Cultural Arts Award[3]
- 2009: Met with President Barack Obama for Peace Corps award
- 2006: Harlem Arts alliance Golden Legacy Visual Arts Award
- 2006: James A. Porter Colloquium on African American Art Honoree
- 2005: Amistad Center for Art & Culture Presidents Award
- 2005: Moore College of Art and Design’s Visionary Women Award
- 2004: National Visionary Leadership Project
- 2002: California Art Educators Association Living Artists Award
- 2001: Dedicators Award 10/27/01
- 2001: Art Institute of Chicago, May 19, 2001
- 2000: Mary Grove College, Honorary Art Degree
- 1999: NAACP Image Award
- 1999: Art alliance (Scholastic) April 13, 1999
- 1999: CITYarts "Making a Difference Through the Arts" Award, June 21, 1999
- 1999: Bank Street, May 27, 1999
- 1995: Townsend Harris Medal City College of New York Alumni Association
- 1990: La Napoule Foundation Award for painting (in France)[4]
- 1989: National Endowment For the Arts Award for painting[4]
- 1988: New York Foundation For the Arts Award for painting[4]
- 1987: John Simon Guggenheim Memorial Foundation Fellowship for painting[4]
- 1978: National Endowment For the Arts Award for sculpture[4]
- 1976: American Association of University Women for travel to Africa[4]
- 1971: Creative Artists Public Service Award for painting[4]

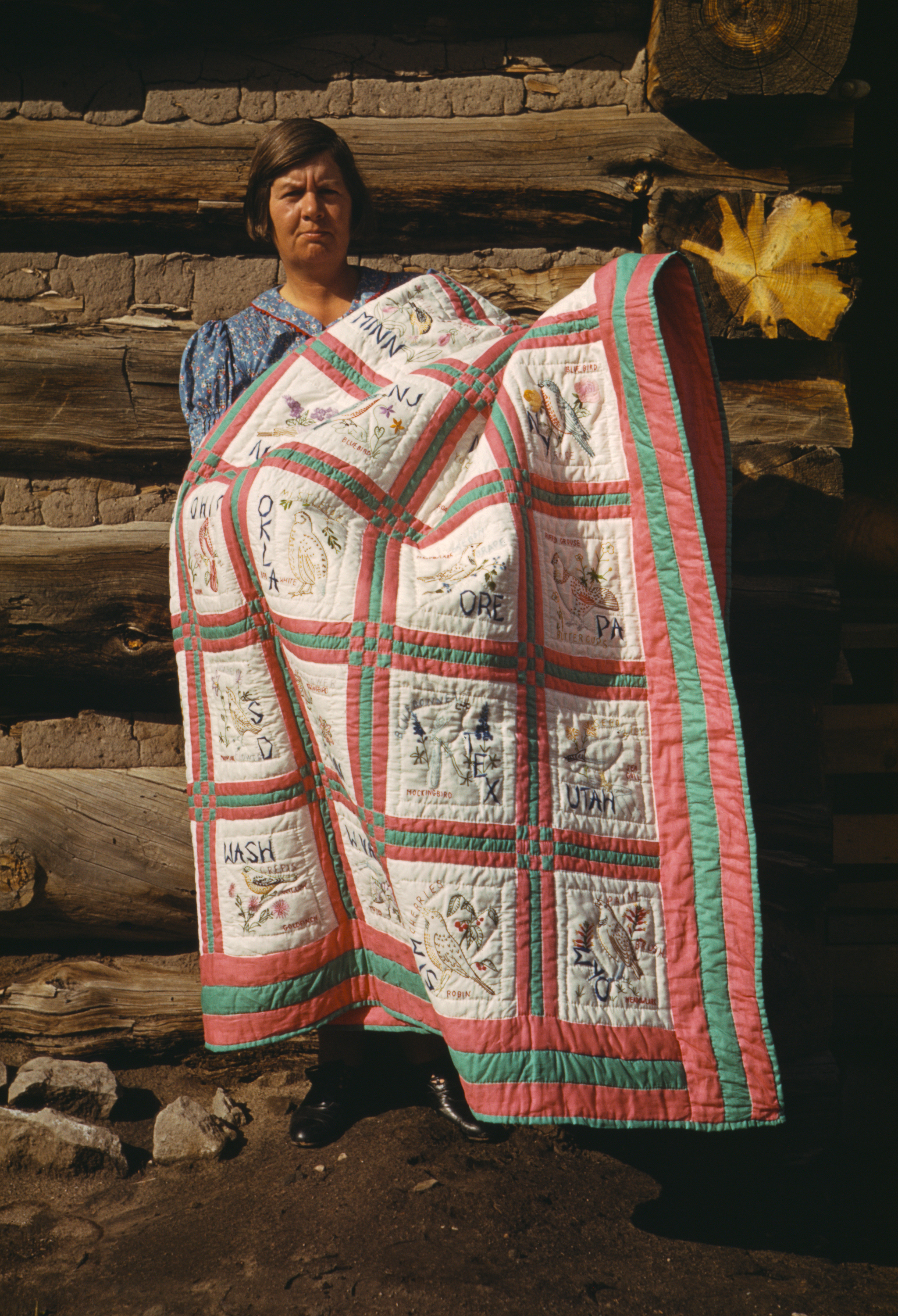
Cobrellit de patchwork fet per Ringgold